# Štefan Krištofík
Štefan Krištofík (* 23. června 1929) byl slovenský a československý politik, po sametové revoluci poslanec Sněmovny národů Federálního shromáždění za Kresťanskodemokratické hnutie.

## Biografie
Ve volbách roku 1990 zasedl za KDH do slovenské části Sněmovny národů (volební obvod Středoslovenský kraj).Ve Federálním shromáždění setrval do voleb roku 1992 .